# Y Mabinogi
Y Mabinogi (Engels: Otherworld) is een Welshe verfilming van de Mabinogion uit 2003 waarin drie tieners uit deze tijd terechtkomen in het mythische Wales en de rollen van respectievelijk Rhiannon, Manawyddan en Lleu krijgen. Het deel dat zich afspeelt in de mythische wereld is een animatiefilm.